# جوهن رایندت
جوهن رایندت (انگلیسی: Jochen Rindt) یک اتومبیل‌ران فرمول ۱ اتریشی آلمانی‌تبار بود.
رایندت تنها راننده تاریخ مسابقات فرمول یک است، که پس از مرگ خود، عنوان قهرمانی مسابقات را به‌دست آورده است.